# In de greep van Mac Rum
In de greep van Mac Rum is het 113de stripverhaal van Jommeke. De reeks wordt getekend door striptekenaar Jef Nys.

## Verhaal
Jommeke knutselt een nieuwe, vliegende ton in elkaar. Samen met zijn vrienden vliegt hij naar Schotland. Het is immers lang geleden dat ze Mic Mac Jampudding en Arabella hebben gezien. Daar maken ze kennis met de Mac Rums, verre familie van Jampudding.
De Mac Rums zijn nog gieriger dan de rosse Schot. En hun tweelingzonen zijn ettertjes. De vrouw van Mac Rum toont heel veel belangstelling voor Annemieke en 
Rozemieke. Ze is ervan overtuigd dat onze lieve tweeling de perfecte vrouwen zijn voor haar enge zonen.